# Richard Hagemann

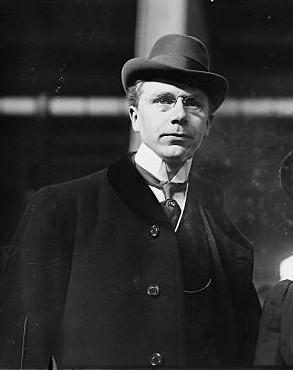
Richard Hagemann 1909

Richard Hagemann (* 9. Juli 1882 in Leeuwarden, Niederlande; † 6. März 1966 in Beverly Hills, Kalifornien, USA) war ein niederländischer, später amerikanischer Konzertpianist, Dirigent, Filmkomponist und Schauspieler.

## Leben
Richard Hagemann war als Sohn des Dirigenten und musikalischen Leiters Moritz Leonhard Hagemann (1829–1900) in eine Musikerfamilie hineingeboren worden. Er selbst studierte am Konservatorium in Brüssel und begann seine Musikerkarriere als Konzertpianist, später auch mit 18 Jahren Chefdirigent am Opernhaus von Amsterdam. 1906 wechselte er in die Vereinigten Staaten von Amerika. An der Metropolitan Oper von New York dirigierte er das dortige Orchester sowie später mehrere Sinfonie-Orchester. Seit Ende der 1930er Jahre arbeitete er als Filmkomponist in Hollywood. Seine bekanntesten Werke im Filmgenre waren die Filmmusiken zu mehreren Western-Klassikern des Regisseurs John Ford, darunter die Mitarbeit bei der Filmmusik zu Ringo, die mit dem Oscar prämiert wurde. Weitere John-Ford-Western mit Kompositionen von Hagemann waren Bis zum letzten Mann (1948), Spuren im Sand (1948), Der Teufelshauptmann (1949) sowie Westlich St. Louis (1950). In Filmen wie Der Fischer von Louisiana und Der große Caruso ist er an der Seite von Mario Lanza auch als Schauspieler in größeren Rollen zu sehen. Hagemann, Richard schrieb die Oper Caponsacchi (Freiburg 1932).

## Filmografie (Auswahl)

### Filmmusik
- 1938: Wenn ich König wär (If I Were King)
- 1939: The Light That Failed
- 1939: Ringo (Stagecoach)
- 1939: Herrscher der Meere (Rulers of the Sea)
- 1940: Der lange Weg nach Cardiff (The Long Voyage Home)
- 1940: The Howards of Virginia
- 1941: This Woman Is Mine
- 1941: Abrechnung in Shanghai (The Shanghai Gesture)
- 1947: Der schwarze Reiter (Angel and the Badman)
- 1947: Trauer muss Elektra tragen (Mourning Becomes Electra)
- 1947: Befehl des Gewissens (The Fugitive)
- 1948: Bis zum letzten Mann (Fort Apache)
- 1948: Spuren im Sand (3 Godfathers)
- 1949: Der Teufelshauptmann (She Wore a Yellow Ribbon)
- 1952: Abenteuer in Wien

### Darstellung
- 1943: Hi Diddle Diddle
- 1944: Sensationen für Millionen (Sensations of 1945)
- 1947: New Orleans
- 1950: Der Fischer von Louisiana (The Toast of New Orleans)
- 1951: Mein Mann will heiraten (Grounds for Marriage)
- 1951: Der große Caruso (The Great Caruso)
- 1954: Symphonie des Herzens (Rhapsody)